# Emilio Torres, «Bombita»
Emilio Torres Reina llamado «Bombita» (Tomares, 1874 – Sevilla, 19 de enero de 1947) fue un torero español, hermano mayor de otros dos matadores conocidos como «Bombita II» o «Bombita Chico» y «Bombita III».

## Biografía

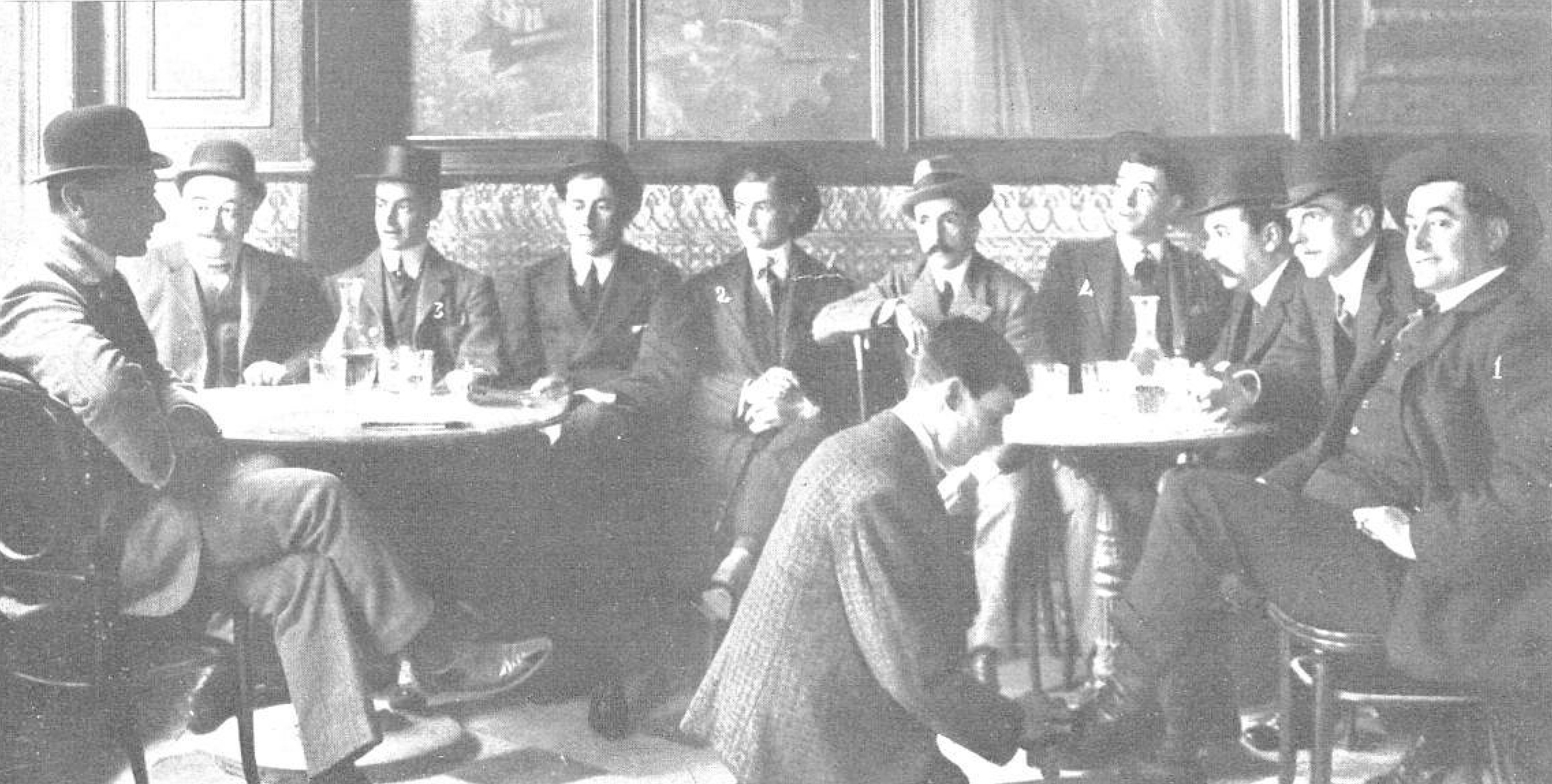
Grupo de personas en la Cervecería Inglesa de Sevilla en 1909, entre las que se encuentran Emilio Torres «Bombita», Ricardo Torres «Bombita II» o «Bombita chico», Manuel Torres «Bombita III» y «Guerrerito».

Su toreo calmado, sereno y alegre y su habilidad con el estoque le permitieron gozar del favor del público y ocupar durante varios años las primeras plazas del escalafón, pero una grave cogida sufrida en Barcelona le obligó a poner fin prematuramente a su carrera, lo que hizo en una corrida celebrada en Madrid el 26 de junio de 1904. Reapareció en los ruedos en México en 1912 para participar en tres corridas, los días 18 y 25 de febrero y el 10 de marzo, tras de lo cual se retiró definitivamente. 
Fue el fundador de la dinastía de los Bombitas. Sus dos hermanos menores fueron también matadores con el mismo sobrenombre «Bombita»: Ricardo, conocido como «Bombita II» o «Bombita chico», que fue el más talentoso de los tres, y Manuel, Bombita III, que tuvo una corta carrera.
Enfermo de gravedad el torero fallecía en Sevilla el 19 de enero de 1947.

## Carrera
- Presentación en Madrid en novillada: 8 de diciembre de 1892 en un mano a mano con Antonio Fuentes. Novillos de la ganadería de Vicente Martínez.
- Alternativa: Sevilla, el 29 de septiembre de 1893. Padrino, «El Espartero»; testigo, Rafael Guerra, «Guerrita». Toros de la ganadería de Anastasio Martín.[6]
- Confirmación de la alternativa en Madrid: 27 de junio de 1894. Padrino, «Guerrita»; testigo, Antonio Fuentes. Toros de la ganadería de José Antonio Adalid.[6]